# Erich Kubak
Erich Kubak là một bộ phim tâm lý của đạo diễn Johannes Arpe, ra mắt lần đầu năm 1969.

## Diễn viên
- Helga Göring... Martha Kubak
- Hans-Edgar Stecher... Ewald Kubak
- Raimund Schelcher... Erich Kubak
- Angela Brunner... Renate
- Dom de Beern... Max Tesche
- Horst Kube... Franz Starke
- Gertrud Adam... Pummelchen
- Gertrud Brendler... Emma Turf
- Johannes Curth... Otto Turf
- Oswald Foerderer... Người lái máy xúc
- Walter E.Fuß... Oskar Stumpf
- Gerhard Rachold... Jochen
- Frithjof Ruede
- Jochen Thomas... Martin Redlich
- Siegfried Weiß... Egon Hempel

## Ê-kíp
- Thiết kế sản xuất: Herbert Nitzschke
- Phục trang: Lydia Fiege